# كابروني كا.61
كابروني كا.61 (بالإنجليزية: Caproni Ca.61)‏ هي طائرةٌ إيطاليَّة، صنعتها شركة كابروني للطائرات، وكان أول تحليقٍ لها في 1922.